# Стромавтолиния
Гомельский завод «Стромавтолиния» (бел. Гомельскі завод «Стромаўталінія») — белорусское предприятие машиностроения для предприятий промышленности стройматериалов и строительства, располагавшееся в Гомеле и ликвидированное в 2013 году.

## История
В 1895 году в Гомеле были основаны мастерские «Двигатель» по ремонту лесопильного, маслобойного и мельничного оборудования. В 1920-е годы переориентировался на производство сельскохозяйственных машин и был переименован в «Двигатель революции». В 1930-е годы завод освоил производство запчастей для тракторов. В связи с началом Великой Отечественной войны завод эвакуирован в Аткарск. В 1943—1944 годах возвращён в Гомель, начал производство оборудования для торфяной промышленности. В 1966 году переименован в Гомельский завод торфяного машиностроения «Торфмаш». В 1983 году переориентирован на выпуск оборудования для промышленности стройматериалов и переименован в «Стромавтолинию», входил в Могилёвское производственное объединение стромавтолиний. В 2001 году преобразован в республиканское унитарное предприятие, подчинялся Министерству архитектуры и строительства Республики Беларусь.
В начале 2000-х годов сообщалось о долгах предприятия по выплате зарплаты. В 2013 году КУПП «Гомельский завод „Стромавтолиния“» было ликвидировано как юридическое лицо в связи с неосуществлением предпринимательской деятельности и ненаправления налоговому органу сообщения о причинах неосуществления такой деятельности.